# ريب روجرز
ريب روجرز (بالإنجليزية: Rip Rogers)‏ هو مصارع محترف أمريكي، ولد في 14 فبراير 1955 في سيمور في الولايات المتحدة.

## وصلات خارجية
- ريب روجرز على موقع IMDb (الإنجليزية)
- ريب روجرز على موقع قاعدة بيانات الفيلم (الإنجليزية)